# 北朝鲜人民委员会
北朝鲜人民委员会（：／ Bukjoseon Inmin Wiwonhoe）是1947年—1948年统治朝鲜半岛北部的临时政府。
该委员会成立于1947年2月21日，由北朝鲜临时人民委员会改组而成。该委员会亲近苏联，与苏联民政厅并行运作，后者以顾问身份协助委员会。该委员会负责推动朝鲜半岛北部从苏联占领过渡至朝鲜民主主义人民共和国的建立，后者于1948年9月9日正式成立。

## 組織
- 委員長：金日成
- 副委員長：金策、洪箕疇
- 事務長：韓炳玉
- 企画局長：鄭準澤 / 產業局長：李文煥 / 内務局長：朴一禹 / 外務局長：李康國 / 農林局長：李舜根 / 財政局長：李鳳珠 / 交通局長：許南熙 / 通信局長：朱晃變 / 商業局長：張時雨 / 保健局長：李東英 / 教育局長：韓雪野 / 勞動局長：吳淇變 / 司法局長：崔容達 / 人民檢閱局長：崔昌益 / 總務部長：金廷柱 / 幹部部長：張鐘植 / 糧政部長：宋奉郁 / 宣傳部長：許貞淑